# Raiz do pênis

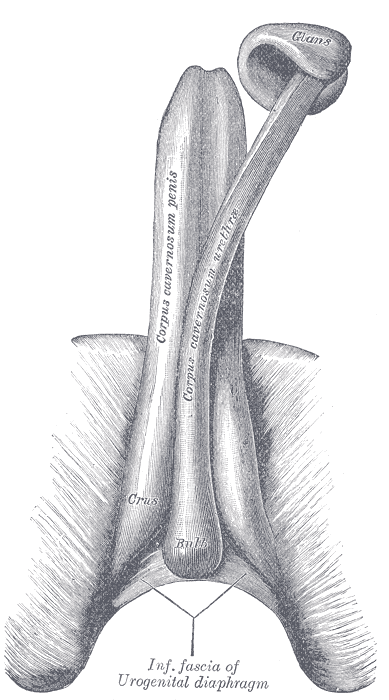
Os cilindros cavernosos constituintes do pênis.

A raiz do pênis é formada por trirradiação, consistindo da crura divergente, uma de cada lado e o bulbo uretral mediano.
Cada crus é coberto pelo Isquiocavernoso, enquanto o bulbo é cercado pelo Bulbospongiosus.
A raiz do pênis está no períneo entre a fáscia inferior do diafragma urogenital e a fáscia de Colles.
Além de estar preso às fáscias e ao ramo púbico, está preso à frente da sínfise púbica pelos ligamentos fundiforme e suspensor.
- O ligamento fundiforme nasce na frente da bainha do reto abdominal e da linha alba; Ela se divide em dois fascículos que circundam a raiz do pênis.
- As fibras superiores do ligamento suspensor passam para baixo a partir da extremidade inferior da linha alba e as fibras inferiores da sínfise púbica; juntos formam uma forte faixa fibrosa, que se estende até a superfície superior da raiz, onde se mistura com a bainha fascial do órgão.